# Caribbean Cup 1989
De Caribbean Cup 1989 was de 1e editie van het internationale voetbaltoernooi voor de leden van de Caraïbische Voetbalunie (CFU). Het toernooi werd van 2 tot en met 9 november 1989 gehouden in Bridgetown, Barbados. De kwalificatie was in de april, mei en juni eerder dat jaar. Trinidad en Tobago won in de finale van Grenada. Het toernooi werd gesponsord door Shell Company Ltd.

## Kwalificatie

### Deelnemers
| Ronde                      | Landen | Aantal |
| -------------------------- | --- | ------ |
| Gediskwalificeerd          | - Guyana | 1      |
| Starten in de Kwalificatie | Groep 1 - Aruba - Frans-Guyana - Grenada - Saint Kitts en Nevis - Trinidad en Tobago Groep 2 - Britse Maagdeneilanden - Martinique - Nederlandse Antillen - Saint Vincent en de Grenadines - Sint Maarten Groep 3 - Antigua en Barbuda - Dominica - Guadeloupe - Jamaica - Saint Lucia | 15     |
| Start in Groepsfase        | - Barbados (Gastland) | 1      |

### Groep 1
| Team                 | Gsp | GW | G; | V | DV | DT | DS  | Ptn |
| -------------------- | --- | -- | -- | - | -- | -- | --- | --- |
| Grenada              | 4   | 3  | 1  | 0 | ?  | ?  | ?   | 7   |
| Trinidad en Tobago   | 4   | 3  | 0  | 1 | 16 | 2  | +14 | 6   |
| Saint Kitts en Nevis | 4   | 2  | 0  | 2 | 6  | 5  | +1  | 4   |
| Frans-Guyana         | 4   | 1  | 0  | 3 | ?  | ?  | ?   | 2   |
| Aruba                | 4   | 0  | 1  | 3 | 1  | 19 | –18 | 1   |

|               |                    |        |       |                  |
| 23 april 1989 | Trinidad en Tobago | 11 – 0 | Aruba | Arima (Trinidad) |
| 23 april 1989 |                    |        |       | Arima (Trinidad) |

|               |                      |       |              |                                   |
| 23 april 1989 | Saint Kitts en Nevis | 1 – 0 | Frans-Guyana | Basseterre (Saint Kitts en Nevis) |
| 23 april 1989 |                      |       |              | Basseterre (Saint Kitts en Nevis) |

|            |         |       |                      |         |
| 7 mei 1989 | Grenada | 2 – 1 | Saint Kitts en Nevis | Grenada |
| 7 mei 1989 |         |       |                      | Grenada |

|             |              |       |                    |              |
| 10 mei 1989 | Frans-Guyana | 1 – 3 | Trinidad en Tobago | Frans Guyana |
| 10 mei 1989 |              |       |                    | Frans Guyana |

|                                |       |       |         |                    |
| 21 mei 1989 «onderlinge duels» | Aruba | 0 – 0 | Grenada | Oranjestad (Aruba) |
| 21 mei 1989 «onderlinge duels» |       |       |         | Oranjestad (Aruba) |

|             |                      |       |                    |                      |
| 21 mei 1989 | Saint Kitts en Nevis | 0 – 2 | Trinidad en Tobago | Saint Kitts en Nevis |
| 21 mei 1989 |                      |       |                    | Saint Kitts en Nevis |

|             |         |       |                    |                          |
| 6 juni 1989 | Grenada | 1 – 0 | Trinidad en Tobago | Saint George's (Grenada) |
| 6 juni 1989 |         |       |                    | Saint George's (Grenada) |

|             |              |       |       |              |
| 8 juni 1989 | Frans-Guyana | 4 – 0 | Aruba | Frans Guyana |
| 8 juni 1989 |              |       |       | Frans Guyana |

|              |       |       |                      |                    |
| 18 juni 1989 | Aruba | 1 – 4 | Saint Kitts en Nevis | Oranjestad (Aruba) |
| 18 juni 1989 |       |       |                      | Oranjestad (Aruba) |

|              |         |               |              |         |
| 30 juni 1989 | Grenada | (Grenada won) | Frans-Guyana | Grenada |
| 30 juni 1989 |         |               |              | Grenada |

### Groep 2
| Team                           | Gsp | GW | G | V | DV | DT | DS  | Ptn |
| ------------------------------ | --- | -- | - | - | -- | -- | --- | --- |
| Saint Vincent en de Grenadines | 4   | 3  | 1 | 0 | 11 | 3  | +8  | 7   |
| Nederlandse Antillen           | 4   | 3  | 0 | 1 | 11 | 5  | +6  | 6   |
| Martinique                     | 4   | 2  | 1 | 1 | ?  | ?  | ?   | 5   |
| Britse Maagdeneilanden         | 4   | 1  | 0 | 3 | ?  | ?  | ?   | 2   |
| Sint Maarten                   | 4   | 0  | 0 | 4 | 3  | 20 | –17 | 0   |

|               |                                |       |              |                                             |
| 23 april 1989 | Saint Vincent en de Grenadines | 6 – 1 | Sint Maarten | Arnos Vale (Saint Vincent en de Grenadines) |
| 23 april 1989 |                                |       |              | Arnos Vale (Saint Vincent en de Grenadines) |

|               |                      |       |            |                      |
| 26 april 1989 | Nederlandse Antillen | 3 – 1 | Martinique | Nederlandse Antillen |
| 26 april 1989 |                      |       |            | Nederlandse Antillen |

|            |              |       |                        |              |
| 7 mei 1989 | Sint Maarten | 1 – 2 | Britse Maagdeneilanden | Sint Maarten |
| 7 mei 1989 |              |       |                        | Sint Maarten |

|             |            |       |                                |            |
| 10 mei 1989 | Martinique | 0 – 0 | Saint Vincent en de Grenadines | Martinique |
| 10 mei 1989 |            |       |                                | Martinique |

|             |                                |       |                      |                                |
| 21 mei 1989 | Saint Vincent en de Grenadines | 3 – 2 | Nederlandse Antillen | Saint Vincent en de Grenadines |
| 21 mei 1989 |                                |       |                      | Saint Vincent en de Grenadines |

|             |            |                  |                        |            |
| 21 mei 1989 | Martinique | (Martinique won) | Britse Maagdeneilanden | Martinique |
| 21 mei 1989 |            |                  |                        | Martinique |

|             |                      |       |                        |                      |
| 7 juni 1989 | Nederlandse Antillen | 4 – 0 | Britse Maagdeneilanden | Nederlandse Antillen |
| 7 juni 1989 |                      |       |                        | Nederlandse Antillen |

|             |            |        |              |            |
| 7 juni 1989 | Martinique | 10 – 0 | Sint Maarten | Martinique |
| 7 juni 1989 |            |        |              | Martinique |

|              |              |       |                      |              |
| 18 juni 1989 | Sint Maarten | 1 – 2 | Nederlandse Antillen | Sint Maarten |
| 18 juni 1989 |              |       |                      | Sint Maarten |

|              |                                |       |                        |                                |
| 19 juni 1989 | Saint Vincent en de Grenadines | 2 – 0 | Britse Maagdeneilanden | Saint Vincent en de Grenadines |
| 19 juni 1989 |                                |       |                        | Saint Vincent en de Grenadines |

### Groep 3
| Team               | Gsp | GW | G | V | DV | DT | DS | Ptn |
| ------------------ | --- | -- | - | - | -- | -- | -- | --- |
| Guadeloupe         | 4   | 3  | 0 | 1 | ?  | ?  | ?  | 6   |
| Antigua en Barbuda | 4   | 3  | 0 | 1 | ?  | ?  | ?  | 6   |
| Saint Lucia        | 4   | 2  | 1 | 1 | ?  | ?  | ?  | 5   |
| Jamaica            | 4   | 0  | 2 | 2 | 2  | 6  | –4 | 2   |
| Dominica           | 4   | 0  | 1 | 3 | ?  | ?  | ?  | 1   |

Niet alle wedstrijdgegevens zijn bekend.
|                                  |                    |       |         |                                   |
| 23 april 1989 «onderlinge duels» | Antigua en Barbuda | 1 – 0 | Jamaica | Saint John's (Antigua en Barbuda) |
| 23 april 1989 «onderlinge duels» |                    |       |         | Saint John's (Antigua en Barbuda) |

|               |             |       |          |  |
| 23 april 1989 | Saint Lucia | ? – ? | Dominica |  |
| 23 april 1989 |             |       |          |  |

|            |         |       |            |         |
| 7 mei 1989 | Jamaica | 1 – 3 | Guadeloupe | Jamaica |
| 7 mei 1989 |         |       |            | Jamaica |

|                                |          |       |                    |          |
| 13 mei 1989 «onderlinge duels» | Dominica | 0 – 1 | Antigua en Barbuda | Dominica |
| 13 mei 1989 «onderlinge duels» |          |       |                    | Dominica |

|                                |                    |       |             |  |
| 21 mei 1989 «onderlinge duels» | Antigua en Barbuda | ? – ? | Saint Lucia |  |
| 21 mei 1989 «onderlinge duels» |                    |       |             |  |

|             |            |       |          |  |
| 21 mei 1989 | Guadeloupe | ? – ? | Dominica |  |
| 21 mei 1989 |            |       |          |  |

|           |             |       |            |  |
| juni 1989 | Saint Lucia | ? – ? | Guadeloupe |  |
| juni 1989 |             |       |            |  |

|             |          |       |         |                   |
| 4 juni 1989 | Dominica | 0 – 0 | Jamaica | Roseau (Dominica) |
| 4 juni 1989 |          |       |         | Roseau (Dominica) |

|           |            |       |                    |  |
| juni 1989 | Guadeloupe | ? – ? | Antigua en Barbuda |  |
| juni 1989 |            |       |                    |  |

|              |         |       |             |                    |
| 18 juni 1989 | Jamaica | 1 – 1 | Saint Lucia | Kingston (Jamaica) |
| 18 juni 1989 |         |       |             | Kingston (Jamaica) |

## Gekwalificeerde landen
| Ploeg                          | Kwalificatie | Aantal deelnames |
| ------------------------------ | ------------ | ---------------- |
| Barbados                       | Gastland     | 1                |
| Trinidad en Tobago             | 1e Groep 1   | 1                |
| Grenada                        | 2e Groep 1   | 1                |
| Saint Vincent en de Grenadines | 1e Groep 2   | 1                |
| Nederlandse Antillen           | 2e Groep 2   | 1                |
| Guadeloupe                     | 1e Groep 3   | 1                |

## Groepsfase

### Groep A
| Team               | Gsp | GW | G | V | DV | DT | DS | Ptn |
| ------------------ | --- | -- | - | - | -- | -- | -- | --- |
| Trinidad en Tobago | 2   | 1  | 0 | 1 | 3  | 2  | +1 | 2   |
| Guadeloupe         | 2   | 1  | 0 | 1 | 2  | 1  | +1 | 2   |
| Barbados           | 2   | 1  | 0 | 1 | 1  | 3  | –2 | 2   |

|             |          |       |            |                      |
| 3 juli 1989 | Barbados | 1 – 0 | Guadeloupe | Bridgetown, Barbados |
| 3 juli 1989 |          |       |            | Bridgetown, Barbados |

|             |          |                                  |                    |                      |
| 5 juli 1989 | Barbados | 0 – 3                            | Trinidad en Tobago | Bridgetown, Barbados |
| 5 juli 1989 |          | Philbert Jones (2) Marlon Morris |                    | Bridgetown, Barbados |

|             |                    |       |            |                      |
| 7 juli 1989 | Trinidad en Tobago | 0 – 2 | Guadeloupe | Bridgetown, Barbados |
| 7 juli 1989 |                    |       |            | Bridgetown, Barbados |

### Groep B
| Team                           | Gsp | GW | G | V | DV | DT | DS | Ptn |
| ------------------------------ | --- | -- | - | - | -- | -- | -- | --- |
| Grenada                        | 2   | 1  | 1 | 0 | 3  | 1  | +2 | 3   |
| Nederlandse Antillen           | 2   | 0  | 2 | 0 | 2  | 2  | 0  | 2   |
| Saint Vincent en de Grenadines | 2   | 0  | 1 | 1 | 1  | 3  | –2 | 1   |

|             |                                               |       |                                |                      |
| 2 juli 1989 | Grenada                                       | 2 – 0 | Saint Vincent en de Grenadines | Bridgetown, Barbados |
| 2 juli 1989 | Chenny Joseph 17' (pen.) Franklin Drayton 54' |       |                                | Bridgetown, Barbados |

|             |                      |       |                                |                      |
| 4 juli 1989 | Nederlandse Antillen | 1 – 1 | Saint Vincent en de Grenadines | Bridgetown, Barbados |
| 4 juli 1989 |                      |       |                                | Bridgetown, Barbados |

|             |         |       |                      |                      |
| 6 juli 1989 | Grenada | 1 – 1 | Nederlandse Antillen | Bridgetown, Barbados |
| 6 juli 1989 |         |       |                      | Bridgetown, Barbados |

## Finale
|             |                       |       |                |                      |
| 9 juli 1989 | Trinidad en Tobago    | 2 – 1 | Grenada        | Bridgetown, Barbados |
| 9 juli 1989 | Dwight Yorke 24', 89' |       | Wayne Hood 84' | Bridgetown, Barbados |

| Kampioen Caribbean Cup 1989 |
| --------------------------- |
|                             |
| TRINIDAD EN TOBAGO 1e titel |